# Irrenberg-Hundsrücken
Das Gebiet Irrenberg-Hundsrücken ist ein mit der Verordnung vom 16. Januar 2002 des Regierungspräsidiums Tübingen ausgewiesenes Naturschutzgebiet (NSG-Nummer 4.303) im Gebiet der Städte Albstadt und Balingen sowie der Gemeinde Bisingen im Zollernalbkreis in Baden-Württemberg in Deutschland.

## Lage
Das rund 128 Hektar große Naturschutzgebiet Irrenberg-Hundsrücken gehört naturräumlich zur Hohen Schwabenalb und dem Südwestlichen Albvorland im Bereich der Berge Irrenberg und Hundsrücken. Es liegt auf einer Höhe von 700 bis 930 m ü. NN und umfasst Teile der Albhochfläche, Hangpartien des Albtraufs sowie des Roschbachtals und liegt innerhalb der Gemarkungen Pfeffingen (zu Albstadt), Streichen, Zillhausen (beide zu Balingen) sowie Bisingen und Thanheim (beide zu Bisingen). Innerhalb der Flurkarten wird dieses Gebiet mit den Gewannen Irrenberg (zu Pfeffingen), Hinter dem Berg, Uchental (beide zu Streichen), Breitenwasen, Hörnle, Schiebelen, Schönenhalde, Sießenwiese, Talen, Tiefenwiese, Uchental (alle zu Zillhausen), Beckensteig, Hundsrücken (beide zu Bisingen), Jägerweg und Kohlgrube (beide zu Thanheim) bezeichnet.

## Geologie
Das Gebiet befindet sich in den geologischen Einheiten Ober- und Mitteljura. Die älteste im Gebiet anstehende Formation ist die Ostreenkalk-Formation im Bereich der Bezighofenbach-Quelle im Südosten des Gebiets. Darauf folgen hangaufwärts -, Hamitenton-, Dentalienton- und Ornatenton- und Impressamergel-Formation. Letztere baut auch den Grat zwischen Irrenberg und Hundsrücken auf. Die jüngste Formation im Gebiet sind die Wohlgeschichteten Kalke, die die Hochflächen des Irrenbergs und des Hundsrücken bilden. Der Nordhang wird von Rutschmassen überlagert.

## Schutzzweck
Wesentlicher Schutzzweck ist die Erhaltung, Weiterentwicklung und Pflege eines vielfältig strukturierten Gebiets als natürlicher Lebensraum für vom Aussterben bedrohte, gefährdete und geschützte Tier- und Pflanzenarten.
Von besonderer ökologischer Bedeutung sind hierbei die Feldgehölze, Baumgruppen und Einzelbäume, naturnahe Fließgewässer, Staudenfluren, Kleinseggenriede, Großseggenriede, Röhrichtbestände, Kalk-Pionierrasen, Kalk-Magerrasen, extensiv genutzte Mähwiesen trockener und feuchter Ausprägung, Gebüsche trockenwarmer und feuchter Standorte einschließlich ihrer Staudensäume, Orchideen-Buchenwälder, Schlucht-, Hangmisch- und Auwälder und Waldmeister-Buchenwälder.

## Geschichte
Der Hundsrücken stand bereits seit 1939 durch Verordnung des Preußischen Regierungspräsidenten in Sigmaringen unter Naturschutz. Der Irrenberg wurde 1943 durch den  Württembergischen Kultusminister in Stuttgart als Naturschutzgebiet ausgewiesen. 2002 wurden beide Gebiete zusammengelegt und um weitere Flächen, die bislang nur als Landschaftsschutzgebiet geschützt waren, ergänzt.

## Flora und Fauna

### Flora
Aus der schützenswerten Flora sind folgende Pflanzenarten zu nennen:
- Arnika (Arnica montana), auch Bergwohlverleih genannt, ist eine Pflanzenart in der Familie der Korbblütler
- Berg-Esparsette (Onobrychis montana), eine Art aus der Familie der Hülsenfrüchtler
- Breitblättriges Laserkraut (Laserpitium latifolium), ein Vertreter der Familie der Doldenblütler
- Echte Mehlbeere (Sorbus aria), ein bis zu 15 Meter hoher Baum aus der Familie der Rosengewächse
- Gelber Enzian (Gentiana lutea), ein Vertreter der Enziangewächse
- Gewöhnliche Kuhschelle oder Gewöhnliche Küchenschelle (Pulsatilla vulgaris), aus der Familie der Hahnenfußgewächse
- Narzissen-Windröschen (Anemone narcissiflora), auch Berghähnlein, auch ein Hahnenfußgewächs

## Zusammenhängende Schutzgebiete
Südlich grenzt unmittelbar das Naturschutzgebiet Roschbach und der gleichnamige Schonwald an. Im Osten und im Westen grenzt das Gebiet an das Landschaftsschutzgebiet Hundsrücken. Teile des Naturschutzgebiets gehören zum FFH-Gebiet Gebiete um Albstadt. Das gesamte Gebiet liegt innerhalb des Vogelschutzgebiets Südwestalb und Oberes Donautal.